# سين-لقي-ونيني
سين-لقي-ونيني (بالأكادية: 𒁹𒀭𒌍𒋾𒀀𒅆 ) كان الماسماسو الذين عاشوا في بلاد ما بين النهرين في الفترة ما بين 1300 ق.م و 1000 ق.م. في الأوساط الأدبية، ومع ذلك، في الأوساط الأدبية، يُذكر أنه قام بتجميع أفضل نسخة محفوظة من ملحمة جلجامش. اسمه مدرجاً في النص نفسه، الذي كان غير تقليدي لأعمال مكتوبة في المسمارية. ومن المعروف أن روايته معروفة من خلال حاشيته، أو الخط الأول «شا ناغبا أومورو» («الشخص الذي رأى العمق» أو «الشخص الذي رأى الهاوية»). إن مدى اختلاف نسخته عن النصوص السابقة غير معروف. يجادل جورج بأن سين-لقي-ونيني«أعطى [ملحمة جلجامش] شكله النهائي الثابت».
تقدم مقدمة المثال الوحيد من رواية الشخص الأول بواسطة سين-لقي-ونيني. تشمل روايته قصة أوتنابيشتيم للفيضان في اللوح الحادي عشر، وفي اللوح الثاني عشر، السومري جلجامش، إنكيدو والعالم الآخر.
سين-لقي-ونيني اسم يعني 'سين (إله القمر) هو الذي يقبل صلاتي'. بل هو أيضاً في بعض الأحيان يكتب، وإن كان أقل على الأرجح، كما 'سين-لقي-ونيني', يعني 'أو سين! تقبل صلاتي'.